# Itagüí Leones
Corporación Deportiva de Fútbol Municipio de Rionegro – kolumbijski klub piłkarski z siedzibą w mieście Rionegro w prowincji Antioquia. Klub gra obecnie w drugiej lidze kolumbijskiej Primera B Colombiana.